# Passion (album de Peter Gabriel)
Pour les articles homonymes, voir Passion.
Albums de Peter Gabriel
So
(1986) Shaking the Tree
(1990)
Bandes originales de Peter Gabriel
Birdy
(1985) OVO
(2000)
Passion: Music for The Last Temptation of Christ, ou simplement Passion, est la bande originale composée par Peter Gabriel sortie en 1989, pour le film La Dernière Tentation du Christ de Martin Scorsese.
À base de rythmiques lancinantes et de sons envoutants provenant d'un mélange d'instruments traditionnels et de synthétiseurs, l'ambiance générale est très particulière. Peter Gabriel y ajoute parfois sa voix pour souligner les mélodies, en particulier sur la piste 7, A Different Drum. Cet album est considéré par certains comme un enregistrement important dans le développement de la World Music,.
La pochette est un dessin de l'artiste Julian Grater Drawing study for Self Image II (1987).
L'album a reçu un Grammy Award en 1990. Il a été remasterisé en 2002.
Il a été suivi la même année par l'album compagnon Passion - sources, qui est une compilation par Peter Gabriel de différents morceaux de musiques traditionnelles l'ayant inspiré pour l'album Passion, joués par des artistes de différents horizons tels que Sénégal, Égypte, Éthiopie, Maroc, Guinée, Arménie, Iran, Turquie, Pakistan, Inde. 

## Titres
1. The Feeling Begins – 4:00
2. Gethsemane – 1:26
3. Of These, Hope – 3:55
4. Lazarus Raised – 1:26
5. Of These, Hope - Reprise" – 2:44
6. In Doubt – 1:33
7. A Different Drum – 4:40
8. Zaar – 4:53
9. Troubled – 2:55
10. Open – 3:27
11. Before Night Falls – 2:18
12. With This Love – 3:40
13. Sandstorm – 3:02
14. Stigmata – 2:28
15. Passion – 7:39
16. With This Love (Choir)" – 3:20
17. Wall Of Breath – 2:29
18. The Promise of Shadows – 2:13
19. Disturbed – 3:35
20. It Is Accomplished – 2:55
21. Bread and Wine – 2:21

## Musiciens ayant participé à l'album
Parmi les nombreux musiciens ayant participé à l'album figurent en particulier :
- Peter Gabriel : piano, claviers, percussions, chant
- Youssou N'Dour : chant
- Nusrat Fateh Ali Khan : chant
- L. Shankar : violon, chant
- David Rhodes : guitare
- Nathan East : basse
- Doudou N'diaye Rose : percussions
- Billy Cobham : percussions
- Manu Katché : percussions (sur Sandstorm)
- Nass El Ghiwane (groupe musical marocain)
- Vatche Hovsepian (en) et Antranik Askarian – doudouk arménien